# Viviane Sassen
Viviane Sassen  (Amsterdam, 5 juli 1972) is een Nederlands beeldend kunstenaar en fotograaf.

## Leven
Als kind leefde Viviane Sassen in Kenya. Ze werkt nog steeds regelmatig in Afrika. Ze studeerde van 1990 tot 1992 mode aan de Academie voor Beeldende Kunst te Arnhem,
maar ze richtte zich al snel op fotografie en studeerde dit vak van 1992 tot 1996 aan de Hogeschool voor Beeldende Kunst Utrecht.

## Werk
Viviane Sassen werkt in de modewereld en in de beeldende kunst. Ze behoort tot een jonge generatie interdisciplinaire fotografen en kunstenaars die persoonlijk werk, commerciële opdrachten en werk in opdracht met elkaar vermengen. Sassen staat bekend om het gebruik van geometrische vormen, vaak abstracties van het menselijk lichaam. De lichamen in haar werk zijn vaak met elkaar verstrengeld. Hierbij werd ze geïnspireerd door haar jeugd in Afrika, waar ze dagelijks in fysiek contact kwam met vreemden.
Omdat ze van Afrika geen stereotiepe beelden wil neerzetten (zoals armoede en hongersnood), komen in haar werk vaak typisch Afrikaanse, hedendaagse elementen voor, zoals mobiele telefoons en auto's.
Het werk van Sassen is over heel de wereld tentoongesteld. Het was onder meer onderdeel van de New Photography tentoonstelling bij het Museum of Modern Art in 2011 en van Modern Times in het Rijksmuseum in 2014-15. 
In de modewereld maakte ze campagnes voor onder andere Miu Miu, Stella McCartney en Louis Vuitton.

## Prijzen
- 2007: Prix de Rome voor haar fotoreeks Ultra Violet in Afrika[8]
- 2011: Infinity Award, International Center of Photography.[9]

## Monografieën
- Flamboya. Contrasto, 2008, ISBN 978-88-6965-139-7.
- Parasomnia. Prestel, 2011, ISBN 978-3-7913-4521-5.
- Die Son Sien Alles. Libraryman, 2011. ISBN 978-91-86269-19-7.
- Roxane. Oodee Publishing, 2012. ISBN 978-0-9570389-1-2.
- In and out of fashion. Prestel, 2013. ISBN 978-3-7913-4828-5.
- Etan&Me. Odee Publishing, 2013. ISBN 978-0-9570389-4-3.